# Calàbria petita
La calàbria petita, agullat petit o cabussó petit (Gavia stellata) és un ocell del gènere Galavia que es distingeix pel seu bec no del tot recte.

## Morfologia
- És més petita que les altres calàbries.
- No té la taca blanca que presenta la calàbria agulla (Gavia arctica).
- A l'estiu canvia el plomatge i, aleshores, en destaca la taca vermella del coll.

## Hàbitat
Prefereix el litoral protegit que tingui sòl fangós o sorrenc.

## Distribució
Euràsia septentrional i l'Àrtida canadenca.

## Observacions
Aquesta calàbria té el costum de fer anar el cap cap a un costat i cap a l'altre, la qual cosa ajuda a identificar-la, ja que les altres calàbries només fan això esporàdicament.